# Leocarpus
Leocarpus es un género de mohos mucilaginosos pertenecientes a la familia Physaridae. El género tiene una distribución cosmopolita.

## Especies
Incluye las siguientes especies:
- Leocarpus fragilis (Dicks.) Rostaf., 1874
- Leocarpus granulatus Fr.
- Leocarpus melaleucus Gay
- Leocarpus minutus Fr.
- Leocarpus nitens Fr.